# Ken Taylor (homme politique)
Pour les articles homonymes, voir Ken Taylor et Taylor.
Ken Taylor  est un homme politique canadien du Yukon. Il est chef du Parti libéral du Yukon de 1995 à 1997.
Taylor travaille comme enseignant avant d'être choisi pour représenter les rangs libéraux en 1995. Il dirige le parti lors du scrutin de 1996 et se présente comme une alternative conciliante face à la partisanerie qui divise alors les politiciens yukonnais. Bien que les libéraux remportent trois sièges, Taylor n'est pas élu dans la circonscription de Mount Lorne. Peu après, le député Jack Cable (en) sert en tant que chef intérimaire à l'Assemblée législative du Yukon, alors que Taylor demeure chef officiellement jusqu'à l'élection de Pat Duncan en 1997,.
Après l'arrivée des libéraux au pouvoir en 2000, Taylor est nommé par Dale Eftoda (en) en tant que sous-ministre de l'Éducation. Il est également à la tête de Trails Only Yukon, un groupe de propriétaires de véhicules tout terrain récréatifs.